# DRAGON SKY
『DRAGON SKY』（ドラゴンスカイ）は、スクウェア・エニックスより配信されていたスマートフォン・タブレット向けゲームアプリ。基本プレイ無料（アイテム課金制）。
2018年1月31日をもってサービスを終了した。